# Rantigny
Rantigny [ʁɑ̃tiɲi] ist eine französische Gemeinde mit 2.538 Einwohnern (Stand: 1. Januar 2022) im Département Oise in der Region Hauts-de-France. Sie gehört zum Arrondissement Clermont und zum Kanton Clermont (bis 2015: Kanton Liancourt). Rantigny gehört zum Gemeindeverband Communauté de communes du Liancourtois. 

## Geographie

### Lage
Rantigny liegt etwa 53 Kilometer nördlich von Paris am Fluss Brèche und an der früheren Route nationale 16 (D1016).

### Nachbargemeinden
| Neuilly-sous-Clermont  | Breuil-le-Vert                              | Bailleval |
| Cambronne-lès-Clermont | Kompassrose, die auf Nachbargemeinden zeigt |           |
|                        | Cauffry                                     | Liancourt |

## Bevölkerungsentwicklung
| Jahr      | 1962 | 1968 | 1975 | 1982 | 1990 | 1999 | 2006 | 2011 |
| Einwohner | 1458 | 1901 | 2046 | 2034 | 2500 | 2521 | 2515 | 2563 |

## Sehenswürdigkeiten
Siehe auch: Liste der Monuments historiques in Rantigny
- Kirche Saint-Georges in der Ortschaft Uny, Ende des 12., Anfang des 13. Jahrhunderts erbaut, mit dem Übergang vom romanischen zum gotischen Kirchbau, diverse Umbauten, seit 1927 Monument historique
- Kirche Saint-Césaire, Chor aus dem Jahre 1240
- Villa

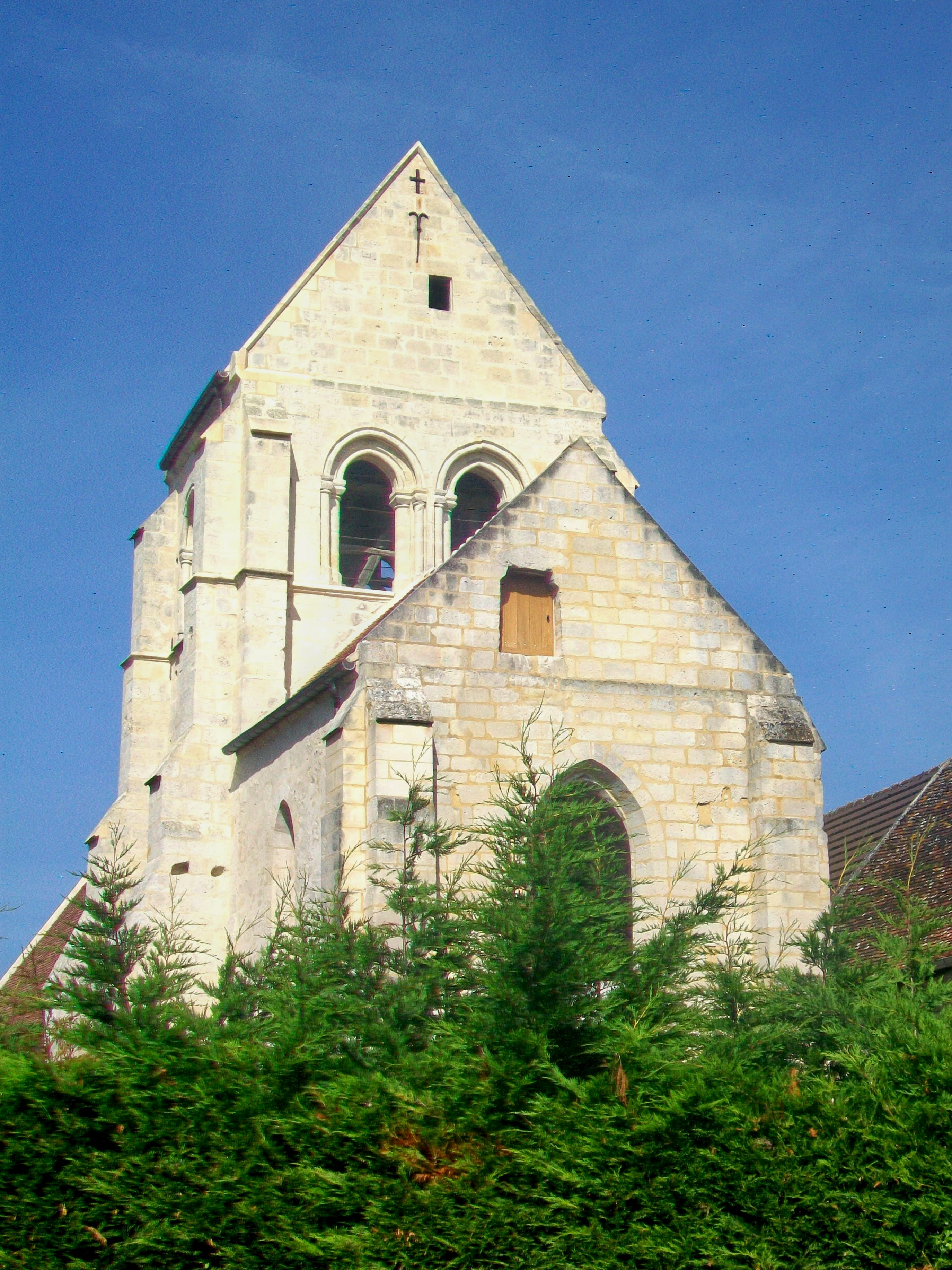
Kirche Saint-Georges in Uny
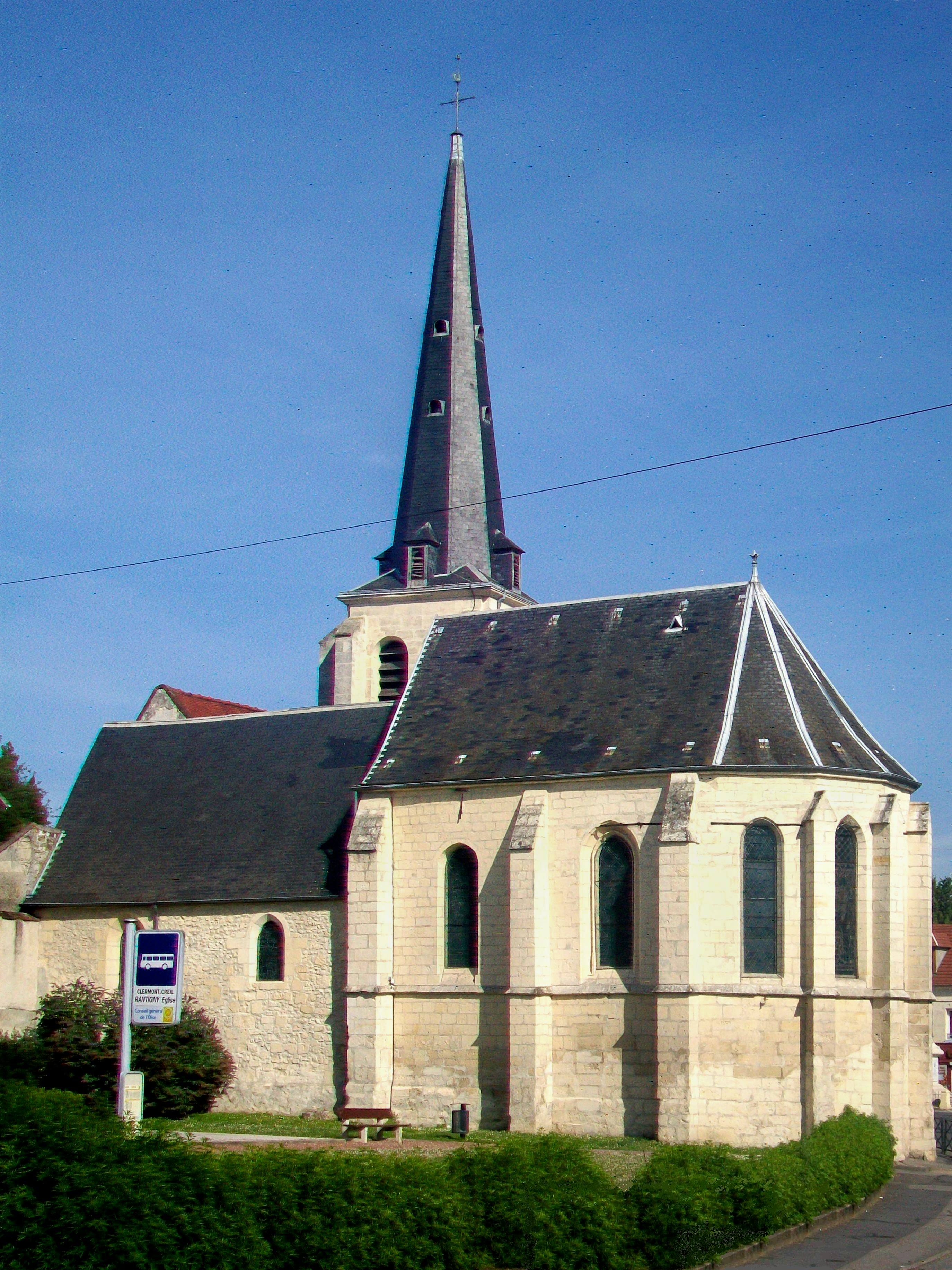
Kirche Saint-Césaire
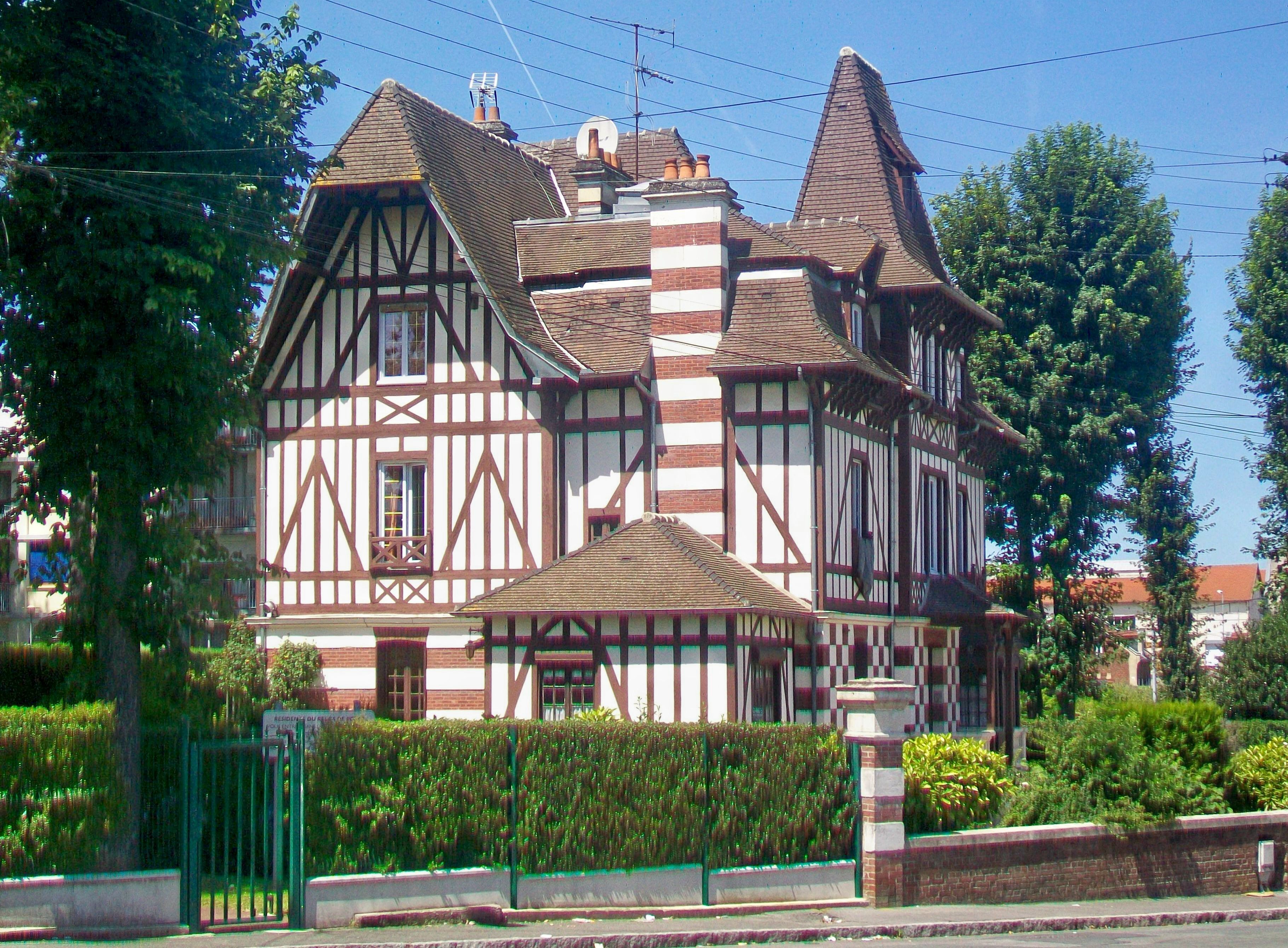
Villa à colombages

## Gemeindepartnerschaften
Mit der italienischen Gemeinde Villamagna in der Provinz Chieti (Abruzzen) besteht eine Partnerschaft.